# Totonicapán
Totonicapán è un comune del Guatemala, capoluogo del dipartimento omonimo.